# Miah Madden
Miah Madden, född 9 april 2002 i Sydney, är en australisk skådespelare.
Madden har bland annat medverkat i TV-serierna Mustangs FC från 2019, The Gamers 2037 (2020-2021) och The Clearing från 2023. Hon har även medverkat i filmen The Sapphires från 2012.

## Filmografi (i urval)
- 2012: The Sapphires
- 2019-2023: Five Bedrooms
- 2019: Measure for Measure
- 2023: The Clearing